# 21 февруари
21 февруари е 52-рият ден в годината според григорианския календар. Остават 313 дни до края на годината (314 през високосна година). 
Св. Евстатий, архиепископ Антиохийски, на този ден именници са Евстати, Евстатий и Евстатия.

## Събития
- 1613 г. – Михаил Романов е избран за цар на Русия.
- 1719 г. – Улрика Елеонора се възкача на престола на Швеция и премахва абсолютната монархия в тази държава.
- 1784 г. – Кримският пристанищен град Ахтиар е преименуван на Севастопол.
- 1788 г. – Австрия обявява война на Османската империя.
- 1804 г. – Ричард Тревитик създава първия парен локомотив в света.
- 1848 г. – Карл Маркс и Фридрих Енгелс публикуват Комунистическия манифест.
- 1864 г. – Вселенският патриарх Софроний III Константинополски свиква в Цариград църковен събор по българския църковен въпрос.
- 1878 г. – Великият руски княз Николай Николаевич предава ултиматум на Високата порта за влизане на руски части в Сан Стефано.
- 1885 г. – Във Вашингтон е открит Вашингтонският монумент – най-високият в света монумент (169,3 м), посветен на първия президент на САЩ Джордж Вашингтон.
- 1907 г. – При корабокрушението на пътническия параход Берлин край Холандия загиват 144 души.
- 1916 г. – Първа световна война: Започва Битката при Вердюн във Франция.

- 1918 г. – Първа световна война: Английските войски превземат Йерихон от турците
- 1929 г. – Франция отказва убежище на Лев Троцки.
- 1938 г. – Във Великобритания Уинстън Чърчил започва протестна кампания срещу премиера Невил Чембърлейн.
- 1941 г. – Втората световна война: 200 германски войници от дивизията за диверсии Бранденбург влизат в България и поемат контрола над основните стратегически обекти.
- 1947 г. – В САЩ е произведен първият фотоапарат Полароид.
- 1948 г. – Създадена е НАСКАР.
- 1960 г. – Фидел Кастро издава указ за национализация на частната индустрия в Куба.
- 1961 г. – Леон Мба се оттегля от позицията си като министър-председател на Габон.
- 1965 г. – Американският чернокож правозащитник Малкълм Екс е убит в Ню Йорк от членове на „Нацията на исляма“.
- 1970 г. – Самолетът при полет 330 на „Суисеър“ е взривен от ООП, чрез поставяне на него бомба. Самолетът се разбива в гориста местност във Вюренлинген, близо до Цюрих, загиват всички 47 души на борда.
- 1972 г. – Съветският безпилотен космически апарат Луна 20 каца на Луната.
- 1973 г. – Над Синайски полуостров израелски изтребител свалят самолета при полет 114 на „Либиян Араб Еърлайнс“ и по този начин убиват 108 души на борда.
- 1986 г. – Земетресение от 6-а степен по Скалата на Медведев-Шпонхойер-Карник разлюлява Стражица и нанася значителни материални поражения в района.
- 1992 г. – XXXVI народно събрание на България приема Закон за реституцията, с който се възстановява социалната справедливост по отношение на бившите собственици, нарушена от Народната власт след 9 септември 1944 г.
- 2002 г. – В Египет 370 пътници загиват при най-голямата железопътна катастрофа в тази страна.
- 2008 г. – Самолетът при полет 518 на „Санта Барбара Еърлайнс“ се разбива в склон на планина близо до летището в Мерида, Венецуела и убива всички 46 души на борда.

## Родени
- 1728 г. – Петър III, император на Русия († 1762 г.)
- 1791 г. – Карл Черни, австрийски композитор († 1867 г.)
- 1795 г. – Антонио Лопес де Санта Ана, мексикански военачалник и политик († 1876 г.)
- 1836 г. – Лео Делиб, френски композитор († 1891 г.)
- 1858 г. – Олдфийлд Томас, британски зоолог († 1929 г.)
- 1866 г. – Август фон Васерман, германски микробиолог († 1925 г.)
- 1876 г. – Пьотр Кончаловски, руски художник († 1956 г.)
- 1880 г. – Георги Казепов, български революционер и учител († 1923 г.)
- 1885 г. – Саша Гитри, френски драматург с руски произход († 1957 г.)
- 1892 г. – Хари Стек Съливан, американски психиатър († 1949 г.)
- 1895 г. – Хенрик Дам, датски биохимик и физиолог, Нобелов лауреат през 1943 г. († 1976 г.)
- 1903 г. – Анаис Нин, американска писателка († 1977 г.)
- 1903 г. – Реймон Кьоно, френски писател († 1976 г.)
- 1911 г. – Лео Конфорти, български актьор († 1970 г.)
- 1915 г. – Ан Шеридън, американска актриса († 1967 г.)
- 1924 г. – Робърт Мугабе, президент на Зимбабве († 2019 г.)
- 1927 г. – Юбер дьо Живанши, френски моден дизайнер († 2018 г.)
- 1933 г. – Нина Симон, американска певица († 2003 г.)
- 1934 г. – Иван Божков, български ветеринар и политик
- 1937 г. – Харалд V, крал на Норвегия
- 1939 г. – Дончо Папазов, български мореплавател
- 1942 г. – Вера Алентова, руска актриса
- 1943 г. – Людмила Улицка, руски писател
- 1946 г. – Алан Рикман, британски актьор († 2016 г.)
- 1952 г. – Нери Терзиева, българска журналистка († 2022 г.)
- 1953 г. – Тодор Барзов, български футболист
- 1953 г. – Уилям Питърсън, американски актьор
- 1960 г. – Пламен Орешарски, български финансист

- 1961 г. – Жоро Илчев, български политик и инженер, кмет на Провадия
- 1962 г. – Чък Паланюк – американски писател и журналист
- 1963 г. – Уилям Болдуин, американски актьор
- 1971 г. – Абдулрахман Акра, палестински поет и писател
- 1976 г. – Мила Георгиева, българска цигуларка
- 1979 г. – Дженифър Лав Хюит, американска актриса
- 1979 г. – Паскал Шимбонда, френски футболист
- 1980 г. – Тициано Феро, италиански певец
- 1981 г. – Флор Янсен, холандска певица
- 1986 г. – Гара Дембеле, френски футболист
- 1987 г. – Бърджес Абърнеди, австралийски актьор
- 1987 г. – Елън Пейдж, канадска актриса
- 1989 г. – Корбън Блу, американски актьор

## Починали
- 1513 г. – Папа Юлий II (* 1443 г.)
- 1575 г. – Клод Валоа, херцогиня на Лотарингия (* 1542 г.)
- 1677 г. – Барух Спиноза, холандски философ (* 1632 г.)
- 1730 г. – Бенедикт XIII, римски папа (* 1649 г.)
- 1846 г. – Нинко, император на Япония (* 1800 г.)
- 1876 г. – Мария Николаевна, велика руска княгиня (* 1819 г.)
- 1913 г. – Петър Данчов, български юрист (* 1857 г.)
- 1920 г. – Асен Петров, български хирург, учен и преподавател (* 1862 г.)
- 1920 г. – Владимир Маковски, руски художник (* 1846 г.)
- 1923 г. – Коста Петров, деец на БКП (* 1888 г.)
- 1926 г. – Хейке Камерлинг Онес, холандски физик, Нобелов лауреат през 1913 г. (* 1853 г.)
- 1927 г. – Тодор Шишманов (р. 1857 г.), български търговец и политик, кмет на Ески Джумая / Търговище[1]
- 1934 г. – Аугусто Сесар Сандино, никарагуански национален герой (* 1895 г.)
- 1940 г. – Георги Абаджиев, български офицер (* 1859 г.)
- 1941 г. – Фредерик Бантинг, канадски ендокринолог, Нобелов лауреат през 1923 г. (* 1891 г.)
- 1947 г. – Стефан Бончев, родоначалник на българската геология (* 1870 г.)
- 1965 г. – Малкълм Екс, американски чернокож правозащитник (* 1925 г.)
- 1967 г. – Волф Албах-Рети, австрийски актьор (* 1906 г.)
- 1968 г. – Хауърд Флори, австралийски и британски фармаколог, Нобелов лауреат през 1945 г. (* 1898 г.)
- 1973 г. – Никола Мирчев, български художник (* 1921 г.)
- 1974 г. – Ламар, български писател (* 1898 г.)
- 1977 г. – Христо Динев, български артист (* 1900 г.)
- 1980 г. – Алфред Андерш, немски белетрист и поет (* 1914 г.)
- 1984 г. – Михаил Шолохов, руски писател, Нобелов лауреат през 1965 г. (* 1905 г.)
- 1990 г. – Ирина Тасева, българска актриса (* 1910 г.)
- 1991 г. – Нутан Бел, индийска актриса (* 1936 г.)
- 1999 г. – Гъртруд Елайон, американска биохимичка и фармаколожка, Нобелова лауреатка през 1988 г. (* 1918 г.)
- 2002 г. – Джон Тоу, британски актьор (* 1942 г.)
- 2004 г. – Джон Чарлс, уелски футболист и треньор (* 1931 г.)
- 2014 г. – Джоко Росич, български актьор (* 1932 г.)
- 2014 г. – Веселин Бранев, български сценарист и режисьор (* 1932 г.)

## Празници
- ООН/ЮНЕСКО – Международен ден на майчиния език (от 1999 г.)
- България – Ден на оказване на признателност към лицата, съпротивлявали се срещу нацизма в Република България (от 2017 г.)[2]